# Gustav Adolf (Hagfors)
Gustav Adolf is een plaats in de gemeente Hagfors in het landschap Värmland en de provincie Värmlands län in Zweden. De plaats, die maar enkele tientallen gebouwen beslaat, ligt aan de oostelijke oever van het meer Deglunden. Centraal in het dorpje staat de Gustav Adolfs kyrka.

## Fotogalerij

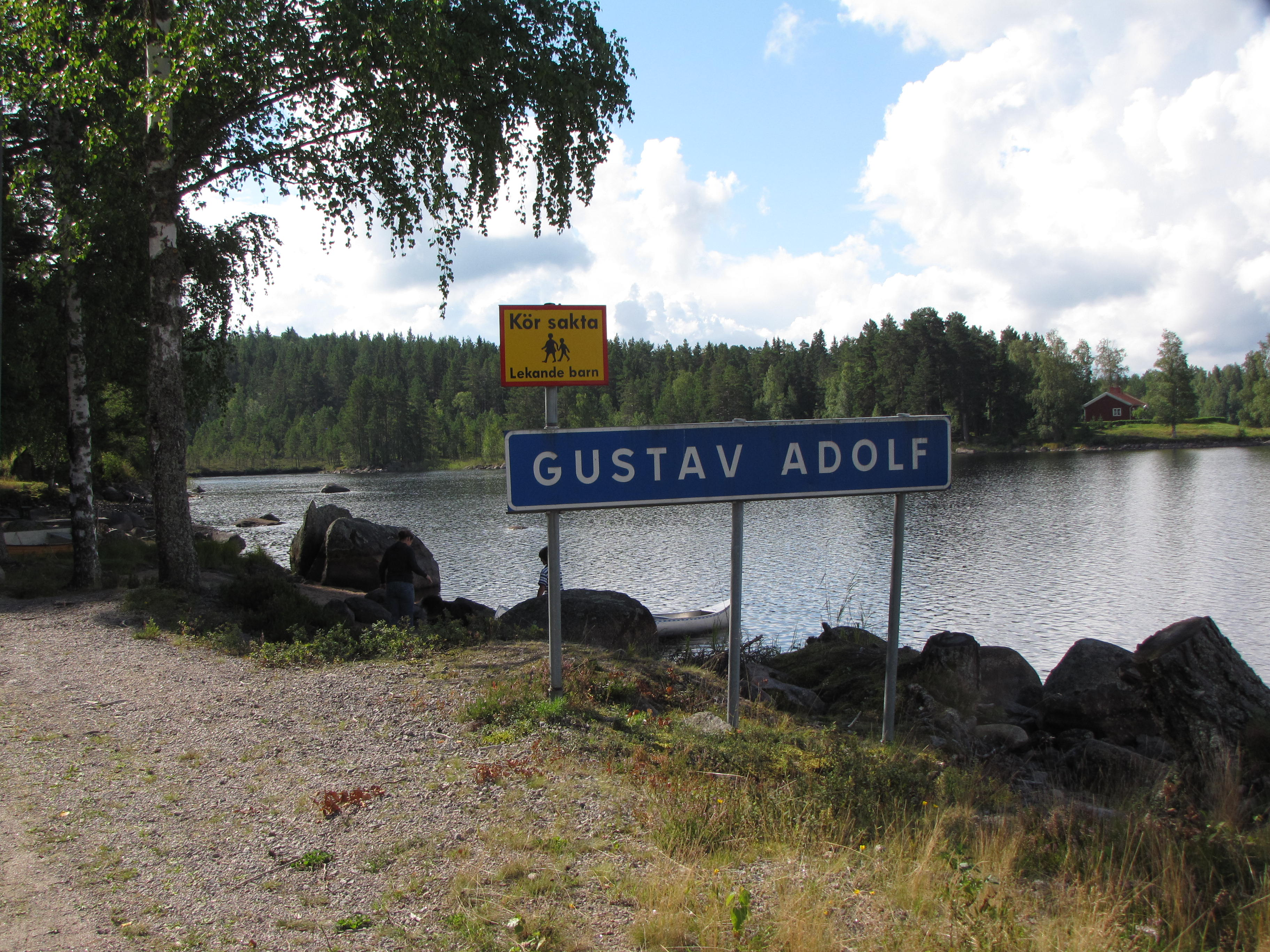
Gustav Adolf
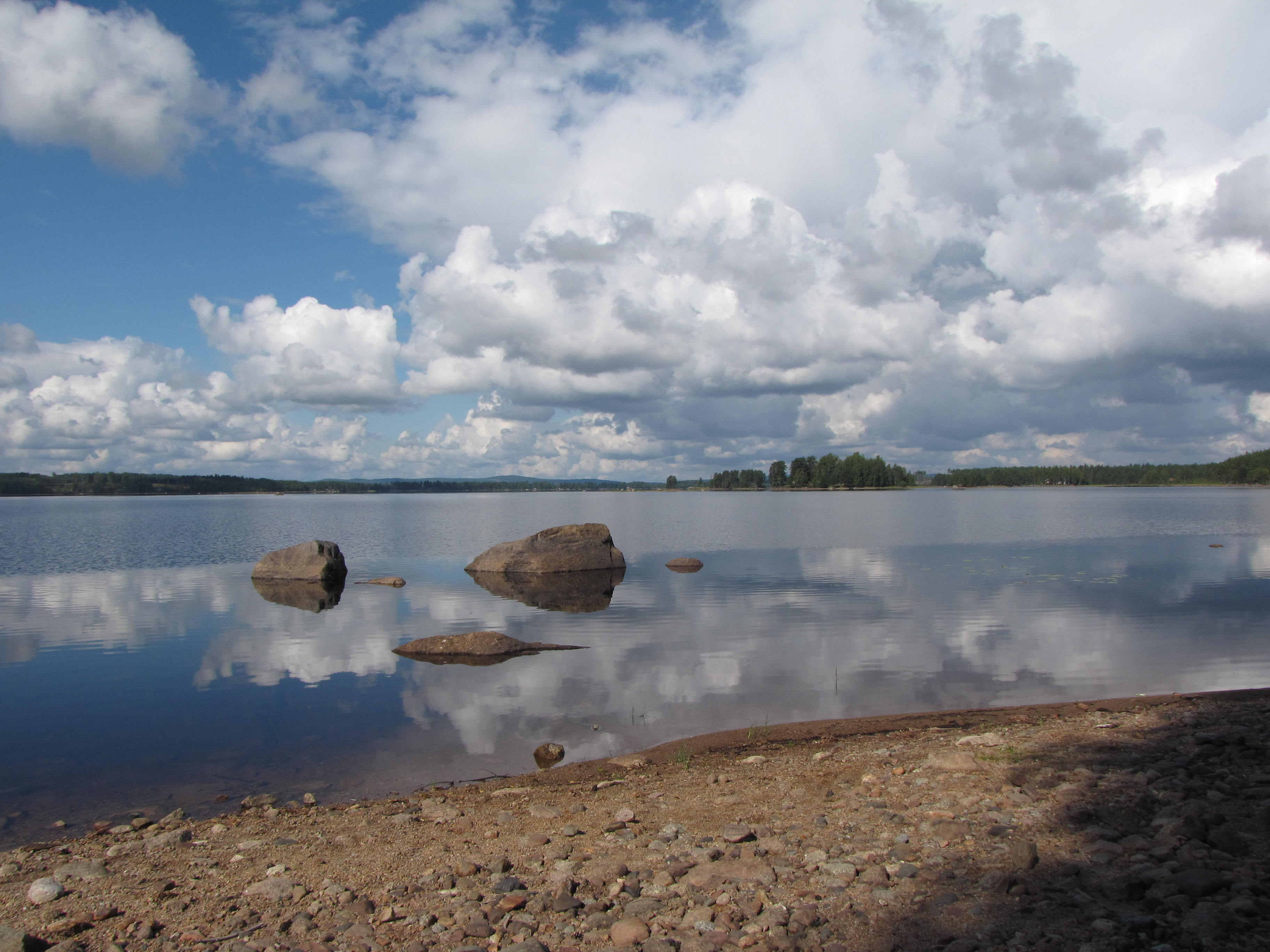
Zicht over Deglunden vanuit Gustav Adolf
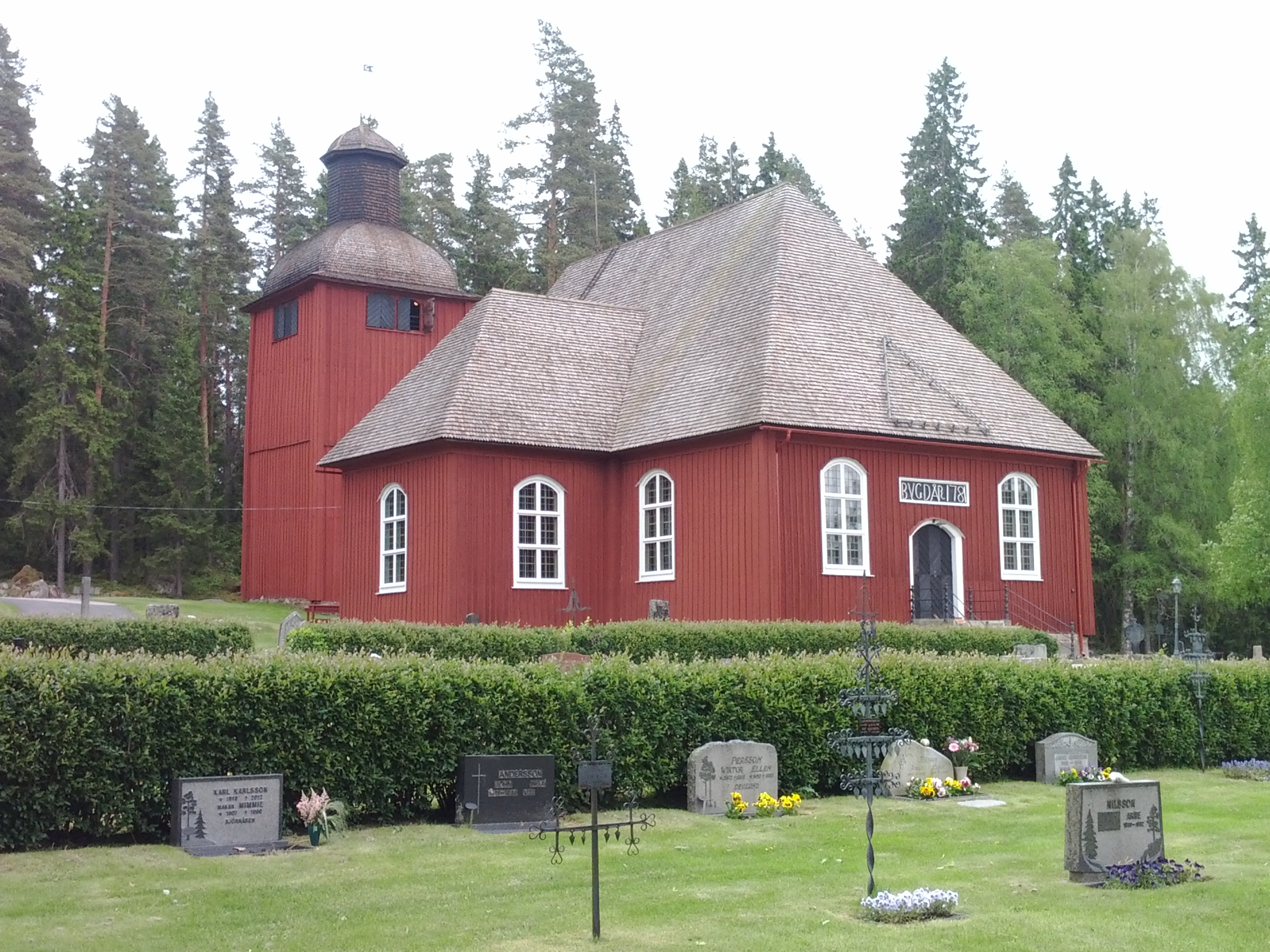
Kerk van Gustav Adolf
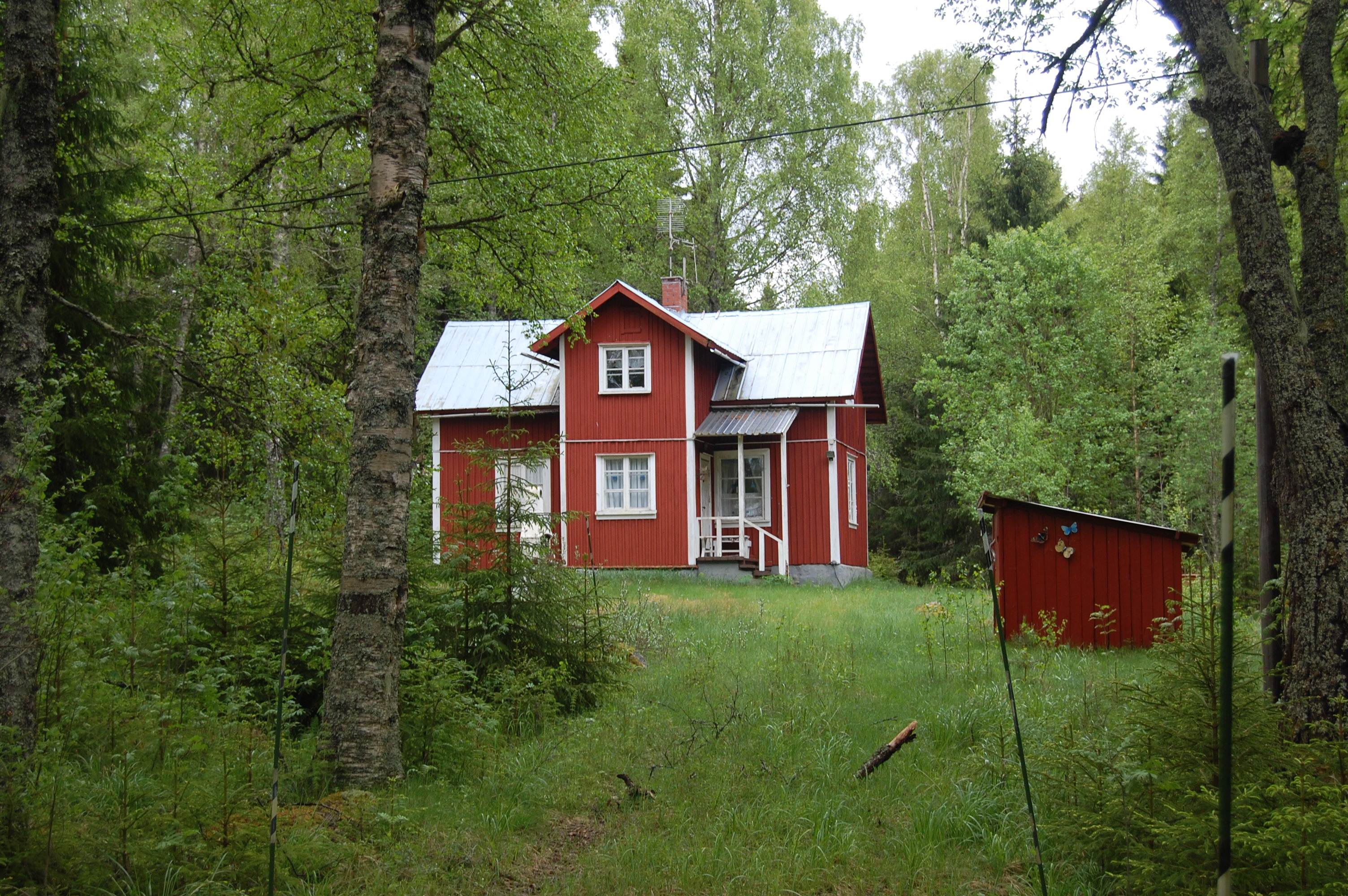
Woonhuis in Gustav Adolf